# Libertas Brindisi 1959-1960
La Libertas Brindisi 1959-1960, prende parte al campionato italiano di Serie A, girone D a 8 squadre. Chiude la stagione regolare al quarto posto con 7V e 7P, 731 punti segnati e 674 subiti.

## Storia & Roster
Dante Fazzina emigra a Bari nella Pallacanestro Bari, mentre Gianni Donativi rientra dall'esperienza con la Juve Caserta, rientra pure Antonio Melone. Dagli Juniores esordiscono in prima squadra Vincenzo Giuri, Giuseppe Calavita e Modesto Aversa. Tiratore scelto della stagione è Elio Pentassuglia con 227 p. in 14 partite, seguito da Sangiorgio con 165 p. e Quarta con 126 p. Gli Juniores approdano per la prima volta nella storia alle finali nazionali che si svolgono a Milano e sono vinti dalla Simmenthal, per la Libertas Brindisi un onorevole sesto posto.
| Libertas Brindisi 1959/1960 | Libertas Brindisi 1959/1960 |
| Giocatori                   | Staff tecnico               |
| --------------------------- | --------------------------- |

| N. | Naz.              | Ruolo | Nome                | Anno | Alt.   | Peso |  |
| -- | ----------------- | ----- | ------------------- | ---- | ------ | ---- |  |
| 3  | Italia (bandiera) | A     | Giuseppe Giuri      | 1942 |        |      |  |
| 4  | Italia (bandiera) | C     | Salvatore Velardi   | 1933 | 200 cm |      |  |
| 5  | Italia (bandiera) | A     | Vincenzo Giuri      | 1943 | 181 cm |      |  |
| 6  | Italia (bandiera) | P     | Giuseppe Del Prete  |      |        |      |  |
| 7  | Italia (bandiera) | A     | Elio Pentassuglia   | 1932 |        |      |  |
| 9  | Italia (bandiera) | A     | Aldo Vonghia        | 1930 |        |      |  |
| 10 | Italia (bandiera) | G     | Franco Cito         | 1942 |        |      |  |
| 11 | Italia (bandiera) | G     | Ettore Quarta       | 1939 |        |      |  |
| 12 | Italia (bandiera) | G     | Gianni Donativi     | 1935 |        |      |  |
| 13 | Italia (bandiera) | P     | Nicola Primaverili  | 1942 |        |      |  |
| 14 | Italia (bandiera) | A     | Vittorio Sangiorgio | 1941 | 195 cm |      |  |
|    | Italia (bandiera) | A     | Antonio Melone      | 1937 |        |      |  |
|    | Italia (bandiera) | C     | Modesto Aversa      | 1942 | 195 cm |      |  |
|    | Italia (bandiera) | G     | Libero Salvemini    | 1944 |        |      |  |
|    | Italia (bandiera) | C     | Nicola Calavita     | 1943 | 200 cm |      |  |

| Allenatore             |
| - Elio Pentassuglia    |
| Assistente/i           |
| Legenda - (C) Capitano |

## Risultati
| Arbitri: | Mollura (Messina) Cartullo (Messina) |

|                                        |       |                       |
| Quarta 17, Pentassuglia 14, G.Giuri 17 | Punti | Dorta 17, Gagliardi 8 |

| Arbitri: | Martorelli (Teramo) Restelli (Teramo) |

|                                     |       |                                           |
| Pagnacco 23, Milanese 10, Abbate 10 | Punti | Quarta 12, Sangiorgio 12, Pentassuglia 11 |

| Arbitri: | Hutter (Napoli) Tieri (Napoli) |

|                 |       |         |
| Pentassuglia 27 | Punti | Isola 7 |

| Arbitri: | De Flaminiis (Napoli) Nastri (Napoli) |

|                                      |       |                                       |
| Coccioni 31, Cannone 17, Napoleoni 8 | Punti | Pentassuglia 18, Quarta 13, Velardi 8 |

| Arbitri: | Valente (Bologna) Mingonci (Ferrara) |

|                                           |       |                          |
| G. Giuri 13, Donativi 12, Pentassuglia 11 | Punti | Gherardi 12, Coscioni 11 |

| Arbitri: | Pinto (Roma) Pantaleo (Colleferro) |

|                                    |       |                                           |
| Petruzzelli 15, May 14, Bonerba 11 | Punti | Donativi 14, G. Giuri 12, Pentassuglia 12 |

| Arbitri: | Colasanti (Avellino) Romagnoli (Porto San Giorgio) |

|                                         |       |             |
| Quarta 18, Pentassuglia 15, Giuri G. 14 | Punti | Guarnotta 6 |

| Arbitri: | Pinto (Roma) Fabbri (Livorno) |

|                                         |       |                                             |
| Ievolella 16, Cirmenia 16, Gagliardi 13 | Punti | Sangiorgio 17, Pentassuglia 14, Giuri G. 11 |

| Arbitri: | Follati (Livorno) Ragazzi (Livorno) |

|                                           |       |                                         |
| Sangiorgio 25, Pentassuglia 21, Quarta 11 | Punti | Ferrentino 16, Pagnacco 13, Milanese 12 |

| Arbitri: | Luporini (Pisa) Giorgi (Lucca) |

|                                |       |                                |
| Fava 15, Isola 11, Marsiglio 9 | Punti | Sangiorgio 14, Pentassuglia 10 |

| Arbitri: | Bonvicini (Bologna) Montanari (Forlì) |

|                                          |       |                                     |
| Quarta 11, Sangiorgio 10, Pentassuglia 9 | Punti | Napoleoni 18, Coccioni 12, Donati 8 |

| Arbitro: | Romagnoli (Porto San Giorgio) |

|                    |       |                                            |
| Forte 17, Gaeta 13 | Punti | Sangiorgio 12, G. Giuri 10, Pentassuglia 8 |

| Arbitri: | Martorelli (Teramo) Castelli (Teramo) |

|                                           |       |                     |
| Pentassuglia 22, Sangiorgio 12, Quarta 11 | Punti | Loconsole 10, May 8 |

| Arbitri: | Trentin (Ferrara) Cesari (Bologna) |

|                         |       |                                              |
| Guarnotta 34, Tumino 29 | Punti | Pentassuglia 35, Sangiorgio 22, Di Giulio 10 |

## Fonti
La Gazzetta del Mezzogiorno edizione 1959-60